# Lancaster Gate (metropolitana di Londra)
Lancaster Gate è una stazione della linea Central della metropolitana di Londra.

## Storia
Lancaster Gate fu aperta il 30 luglio 1900 dalla Central London Railway (CLR), oggi la Central Line.
Malgrado il nome, la stazione è più vicina all'ingresso di Marlborough Gate di Hyde Park e dei Kensington Gardens. L'ingresso di Lancaster Gate si trova in effetti circa 300 metri a est rispetto alla stazione.
L'edificio originale della stazione era un tipico esemplare del lavoro svolto dall'architetto Harry Bell Measures per le stazioni della CLR. Fu demolito nel 1968 e un nuovo edificio di superficie fu incorporato in una nuova costruzione, originariamente progettata come palazzo da adibire a uffici ma ben presto convertita in un albergo, il Royal Lancaster Hotel. Nel 2004-2005 la facciata dell'albergo venne rinnovata con un rivestimento in pietra bianca; i proprietari avevano ottenuto l'autorizzazione a includere la facciata della stazione nel rifacimento, ma questo progetto non si concretizzò.
La stazione rimase chiusa dal 2 luglio al 13 novembre 2006 per lavori di ristrutturazione e manutenzione degli ascensori. I problemi cronici di affidabilità degli ascensori erano considerati dalla Transport for London un pericolo per la sicurezza e un inconveniente per i passeggeri. Il traffico nella stazione è cresciuto nel corso degli anni e di conseguenza la zona della biglietteria, piuttosto piccola, è spesso affollata, particolarmente nei fine settimana.
La stazione è stata chiusa il 4 gennaio 2017 per la sostituzione completa dei due ascensori, vecchi di quasi trent'anni. La data di riapertura era prevista per il luglio 2017. La TfL aveva considerato la possibilità di tenere la stazione aperta sostituendo un ascensore per volta, ma tale opzione è stata scartata per via delle lunghe code previste e anche per l'impossibilità, in caso di malfunzionamento dell'unico ascensore in esercizio, di portare tempestivi soccorsi in caso di incidenti o emergenze mediche.
La stazione è stata riaperta il 26 giugno 2017. Oltre agli ascensori, sono stati sostituiti i tornelli di ingresso ed è stata rifatta la decorazione di alcune parti della stazione.

## Strutture e impianti
La stazione rientra nella Travelcard Zone 1.

## Interscambi
Nelle vicinanze della stazione effettuano fermata alcune linee urbane automobilistiche, gestite da London Buses.
- Fermata autobus[5]

Lancaster Gate si trova a circa 600 metri a piedi dalla stazione di Paddington, permettendo (sebbene tale possibilità non sia evidenziata sulla mappa della metropolitana di Londra) le connessioni con le linee ferroviarie per il sud-ovest dell'Inghilterra e con lo Heathrow Express per l'Aeroporto di Heathrow. Paddington è inoltre una stazione della metropolitana delle linee Circle, District, Hammersmith & City e Bakerloo.

## Galleria d'immagini

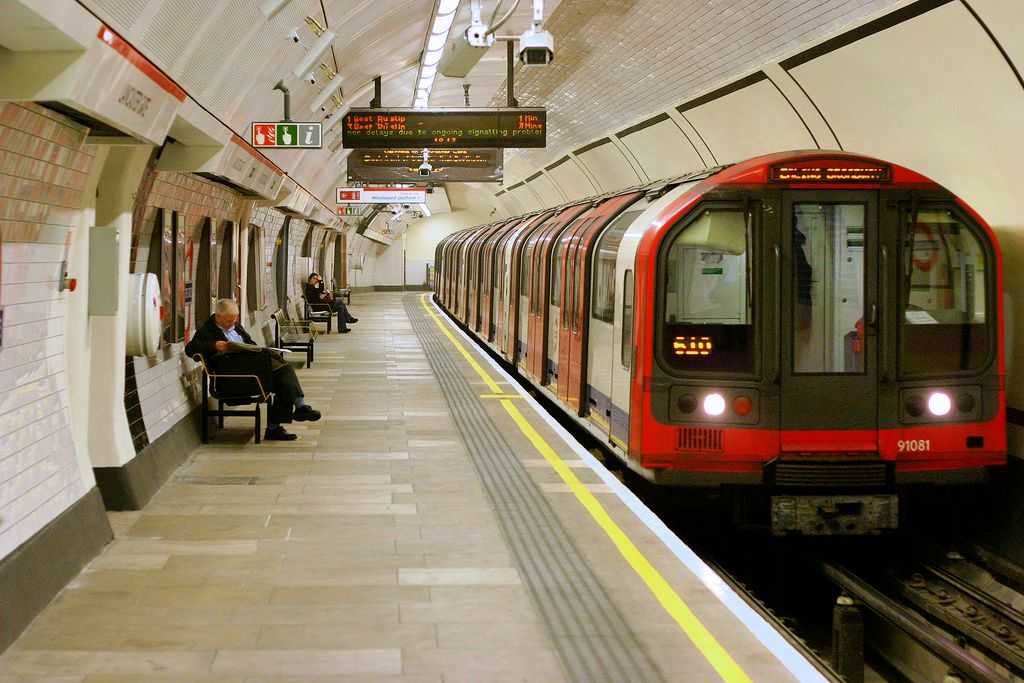
Treno alla stazione di Lancaster Gate nel tunnel in direzione ovest.
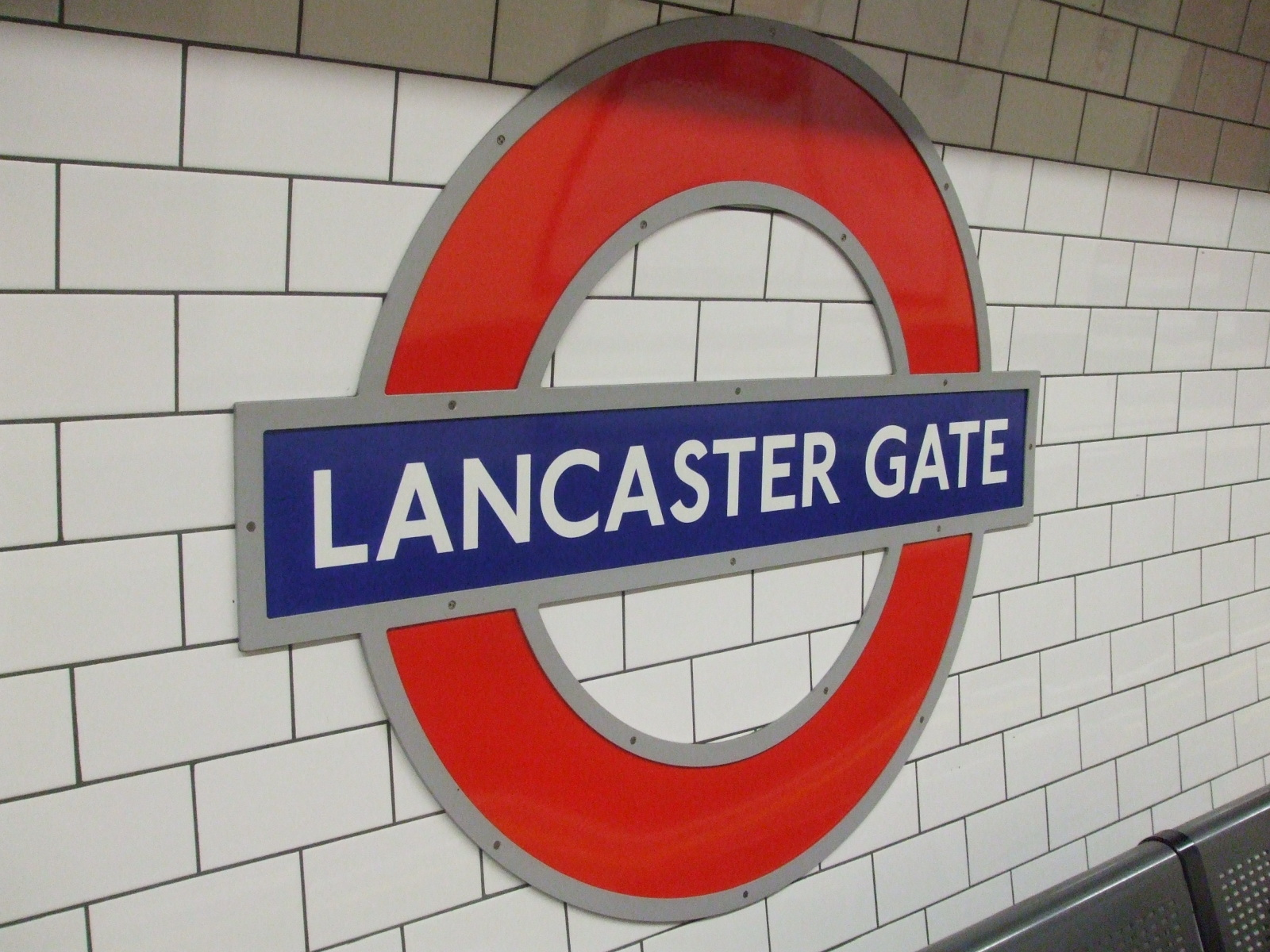
Roundel sulla piattaforma di Lancaster Gate.
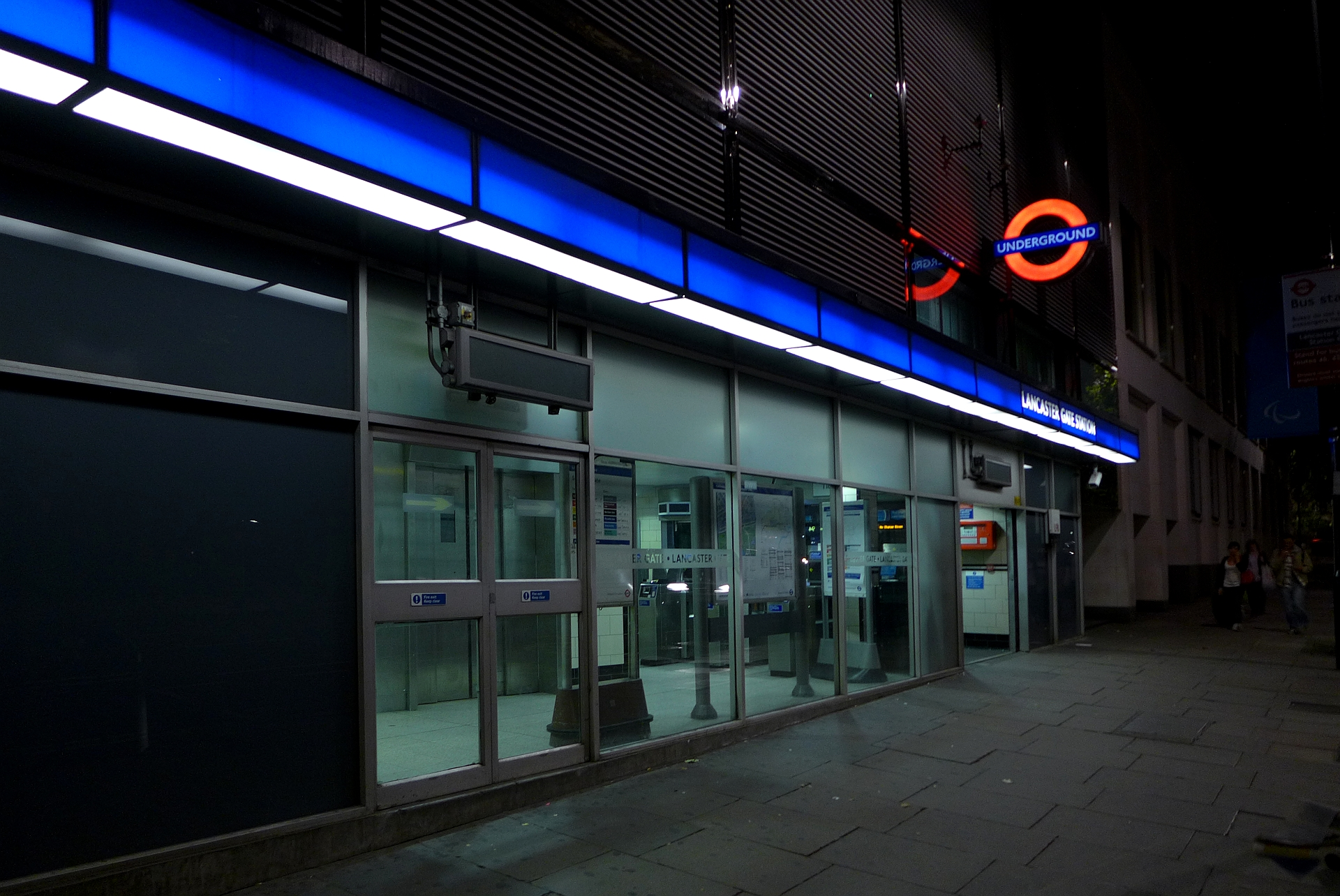
La stazione fotografata di notte.